# ダイアデム (軽巡洋艦)
|               |                                                                                                |
| 艦歴          |                                                                                                |
| 発注          |                                                                                                |
| 起工          | 1939年12月15日                                                                                 |
| 進水          | 1942年8月21日                                                                                  |
| 就役          | 1944年1月6日                                                                                   |
| 退役          | 1950年                                                                                         |
| その後        | 1956年2月29日パキスタン海軍に売却                                                              |
| 除籍          |                                                                                                |
| 性能諸元      |                                                                                                |
| 排水量        | 基準 5,950トン 満載 7,200トン                                                                  |
| 全長          | 512 ft (156 m)                                                                                 |
| 全幅          | 50.5 ft (15.4 m)                                                                               |
| 吃水          | 14 ft (4.3 m)                                                                                  |
| 機関          | パーソンズ型ギアードタービン 4軸推進、62,000 shp(46MW)                                         |
| 最大速        | 32.25ノット (60 km/h)                                                                          |
| 乗員          | 530名                                                                                          |
| 兵装 (竣工時) | 5.25インチ連装砲 4基 20mm連装機関砲 6基 2ポンド4連装ポムポム砲 3基 21インチ3連装魚雷発射管 2基 |

ダイアデム (HMS Diadem, 84) は、1942年進水のイギリス海軍の軽巡洋艦。ベローナ級。

## 艦歴
1939年12月15日起工。1942年8月21日進水。1944年1月6日竣工。
1944年3月、ソ連へ向かう船団JW58の護衛に加わる。4月にもソ連から戻る船団二つ（RA58船団とRA59船団）の護衛任務に従事した。
1944年6月、ノルマンディー上陸作戦に参加。作戦後はフランス沿岸でのドイツ艦船攻撃任務に当たり、8月12日に「ダイアデム」と駆逐艦「オンズロー」、「ピオルン」は「Sperrbrecher 7」を沈めた。
9月は再び北極海での船団護衛に従事した。この時は「ダイアデム」はJW60船団とRA60船団の護衛に加わっていた。
1944年末は、航空機によるノルウェー沿岸への機雷敷設を行う空母の護衛に従事した。
1945年になると、再び北極海で船団護衛に就いた。「ダイアデム」が護衛した船団はJW63、RA63、JW65、RA65であった。また、この間の1945年1月28日には「ダイアデム」と軽巡洋艦「モーリシャス」はベルゲン沖でドイツ駆逐艦「Z31」、「Z34」、「Z38」と交戦した。「ダイアデム」と「モーリシャス」は「Z31」に大損害を与えたが、ダイアデムも命中弾を受け戦死者1名を出した。
1956年2月29日パキスタンに売却され、1957年7月5日に「バブール (Babur)」と改名され就役した。